# بریستول فرایتر
بریستول فرایتر (به انگلیسی: Bristol Freighter) یک هواگرد ساختِ کارخانهٔ بریستول ایروپلین در کشور بریتانیا است که در سال ۱۹۴۵ ساخته شد. نخستین استفاده‌کنندهٔ این هواپیما Silver City Airways بوده‌است. این هواگرد برای نخستین بار در ۲ دسامبر ۱۹۴۵ میلادی مورد استفاده قرار گرفت.